# ポール・モーフィー

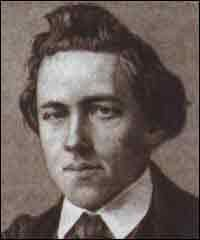
ポール・モーフィー

ポール・モーフィー（Paul Charles Morphy 1837年6月22日 - 1884年7月10日）はアメリカ合衆国ルイジアナ州ニューオーリンズ出身のチェスの選手。

## 生涯
上流階級に生まれ、父のアローゾ・モーフィーは法律家で州議会議員、ルイジアナ州最高裁判事であった。ポールは幼い頃からチェスの才能を周囲に示した。
1850年には一旦チェスを中断し、大学で法律の勉強を始めた。最初はスプリング・ヒル・カレッジに、その後ルイジアナ州立大学に進学した。
法律家の活動が認められる年齢に達していなかったので、モーフィーはチェスを再開した。1858年にイギリスのバーミンガムに招待され、トーナメントには参加しなかったが、スタントン以外の選手を全員負かした。
1860年頃、彼はチェスを断念する決意を固めた。くしくもこの頃南北戦争が始まったので生活に余裕が無くなってしまったのだ（愛した女性に、「単なるチェス・プレイヤーとは結婚しない」と求婚を拒否されたから、という説もある）。暫くニューオーリンズに留まった後、パリに移住するが、その後戻って来る。彼の戦争に対する態度は南部の人々には歓迎されなかった。法律事務所を開こうとするが資金不足で挫折、結局失業状態になった。ファンからチェスを再開するよう進められるがモーフィーは拒否した。チェスは正当な尊敬されるべき職業としてではなく、モーフィーはアマチュア活動として考えていた。当時は世間でもチェスは博打として見られていたのだ。恥ずかしがりやで生涯結婚をせず、父が亡くなったのちは妹と母親の3人家族で暮らした。晩年は不遇で、風呂場で脳卒中で倒れているところを母親に発見された。
モーフィーの棋譜は華々しいサクリファイス（ただ捨て）、アタックなどが多く人気が高く、今でもモーフィーは近代チェスの創始者として尊敬されている。